# Zeichen auf dem Weg
Zeichen auf dem Weg (arabisch معالم في الطريق, DMG maʿālim fī ṭ-ṭarīq ‚Zeichen auf dem Weg‘ bzw. ‚Wegmarken‘ oder ‚Wegzeichen‘) ist ein Buch des ägyptischen Islamisten Sayyid Qutb (1906–1966). Die 160-seitige Schrift wurde im Jahre 1964 veröffentlicht. Sie skizziert den revolutionären Plan des Autors und ruft zu einer strikten Anwendung der Gesetze des Islams in den arabischen Ländern auf. Dabei werden die Demokratien, die Entwicklung des Liberalismus und des Kapitalismus kritisiert und verurteilt. Ziel ist der Kampf gegen die weltweit herrschende Ignoranz, insbesondere aber gegen diejenigen, die sich anmaßen, Muslime zu sein, und somit den Islam in seiner Existenz bedrohen.

## Entstehungs- und Wirkungsgeschichte
Das Buch wurde im Gefängnis geschrieben, nachdem Qutb wegen der Teilnahme an einer Verschwörung gegen den Staatspräsidenten Gamal Abdel Nasser im Jahre 1954 zu einer mehrjährigen Haftstrafe verurteilt worden war. Nach den Worten Qutbs entstammen vier der insgesamt zwölf Kapitel seinem Korankommentar Im Schatten des Korans, und zwar:
1. „Die Natur der Methode des Qur'an“
2. „Islamisches Gedankengut und islamische Kultur“
3. „Der Jihad für Allah“
4. „Die Wiedergeburt der muslimischen Gemeinschaft und ihre Charakteristika.“

Nach seiner Hinrichtung 1966 wurde Qutb in den Augen vieler Muslime zum Märtyrer, und Zeichen auf dem Weg wurde in der ganzen arabischsprachigen Welt ein Bestseller. In den 1980er Jahren diente das Buch der ägyptischen militanten Bewegung al-Dschamāʿa al-islāmiyya als Standardlektüre bei der Kaderausbildung. Das Buch erlebte mindestens 2000 Auflagen.

## Bedeutung und Rezeption
Das Buch gilt als eines der einflussreichsten Werke auf Arabisch in der zweiten Hälfte des 20. Jahrhunderts. Es ist wohl das bekannteste Werk von Qutb und eines der einflussreichsten Beispiele der islamischen Literatur. Zudem ist das Buch ein Manifest der Ideologie des Qutbismus.
Der Autor vertritt ein dichotomisches Weltbild, er unterscheidet zwischen der islamischen Kultur, die auf dem islamischen Gedankengut aufgebaut ist, und der Jahiliyya-Kultur, deren Ausprägungen dem menschlichen Denken den Status des Göttlichen geben, so dass die Wahrheit oder Unwahrheit nicht nach Allahs Rechtleitung entschieden wird. Qutb sieht die Versuche, den Islam mit dem Sozialismus oder Nationalismus zu verbinden, als gescheitert an. Zudem habe der Prophet Mohammed zu Beginn der Geschichte des Islams nicht versucht, ein Zusammengehörigkeitsgefühl auf ethnischer oder nationaler Ebene zu schaffen. Die englische Übersetzung des Buches erschien unter dem Titel Milestones, persische Übersetzungen stammen von Ali Chamene’i und vom afghanischen Politiker Burhanuddin Rabbani.
Während einige Kritiker aus dem Buch die Inspiration eines Helden und Heiligen herauslesen, bemängeln andere die fehlende Logik, Selbstmitleid und Paranoia, und bemerken einen weitreichenden Einfluss auf den islamistischen Terror. Von einigen Politikwissenschaftlern wird der Qutbismus als totalitäre Ideologie in eine Reihe mit dem Nationalsozialismus und dem Marxismus gestellt.